# Belágua
Belágua est une municipalité brésilienne située dans l'État du Maranhão.